# Choroba Sprengla
Choroba Sprengla (deformacja Sprengla, wrodzone wysokie ustawienie łopatki, łac. scapula alta congenita, ang. Sprengel deformity, congenital high scapula) – wada wrodzona o charakterze deformacji polegająca na wysokim ustawieniu jednej (rzadziej dwu) łopatek.

## Epidemiologia
Deformacja Sprengla jest najczęstszą wrodzoną wadą pasa barkowego. Jest częściej spotykana u dziewczynek. Nierzadko występuje jako składowa zespołów wad wrodzonych, takich jak:
- zespół Klippla-Feila,
- zespół Greiga,
- zespół Polanda,
- asocjacja VATER,
- zespół Goldenhara.

W zdecydowanej większości występuje sporadycznie, opisano także rodzinną postać choroby.

## Etiologia
Przyczyną jest zahamowanie fizjologicznego zejścia łopatek do prawidłowej pozycji w przebiegu rozwoju.

## Objawy
Wysoko ustawiona łopatka jest mniejsza od prawidłowej. Jej górna część zagina się do przodu, natomiast część dolna odstaje od klatki piersiowej. Fałd skórny pomiędzy szyją a barkiem jest uniesiony. Niekiedy łopatka jest połączona zrostami kostnymi z wyrostkami kolczystymi kręgosłupa, tworząc tzw. os omovertebrale, co jeszcze bardziej ogranicza ruchy w stawie ramiennym po stronie deformacji.

## Leczenie
W dużych i średnich deformacjach leczenie jest tylko operacyjne. Polega na uwolnieniu zrostów kostnych i repozycji łopatki z resekcją górnej części metodą Greena albo Woodwarda. Wykonuje się je u dzieci powyżej 3. roku życia.

## Historia
Pierwszym który opisał tę deformację (jako hochgradige Dislocation der Scapula) był Moritz Michael Eulenburg (1811–1877), w 1863 na łamach berlińskiego "Archiv für klinische Chirurgie". Po nim dokonali tego jeszcze Willet i Walsham. W 1891 roku cztery przypadki choroby przedstawił Otto Gerhard Karl Sprengel (1852–1915), a Kolliker, który w tym samym roku również przedstawił cztery przypadki, zaproponował eponim deformacji Sprengla. Postać rodzinną choroby przedstawił w 1956 roku Renzo Corno.